# 에스타디오 엘 사다르
엘 사다르 경기장(스페인어: Estadio El Sadar esˈtaðjo el saˈðaɾ[*], 2005년부터 2011년까지 불린 구칭 나바라 왕국 경기장(스페인어: Estadio Reyno de Navarra)으로도 알려짐)는 스페인 나바라 주 팜플로나에 있는 축구 경기장이다. 이 경기장은 23,516명을 수용할 수 있다. 이 경기장은 1967년에 개장하여 오사수나의 안방으로 쓰이고 있다. 현재 이 경기장에서 주로 축구가 열린다.

## 명칭

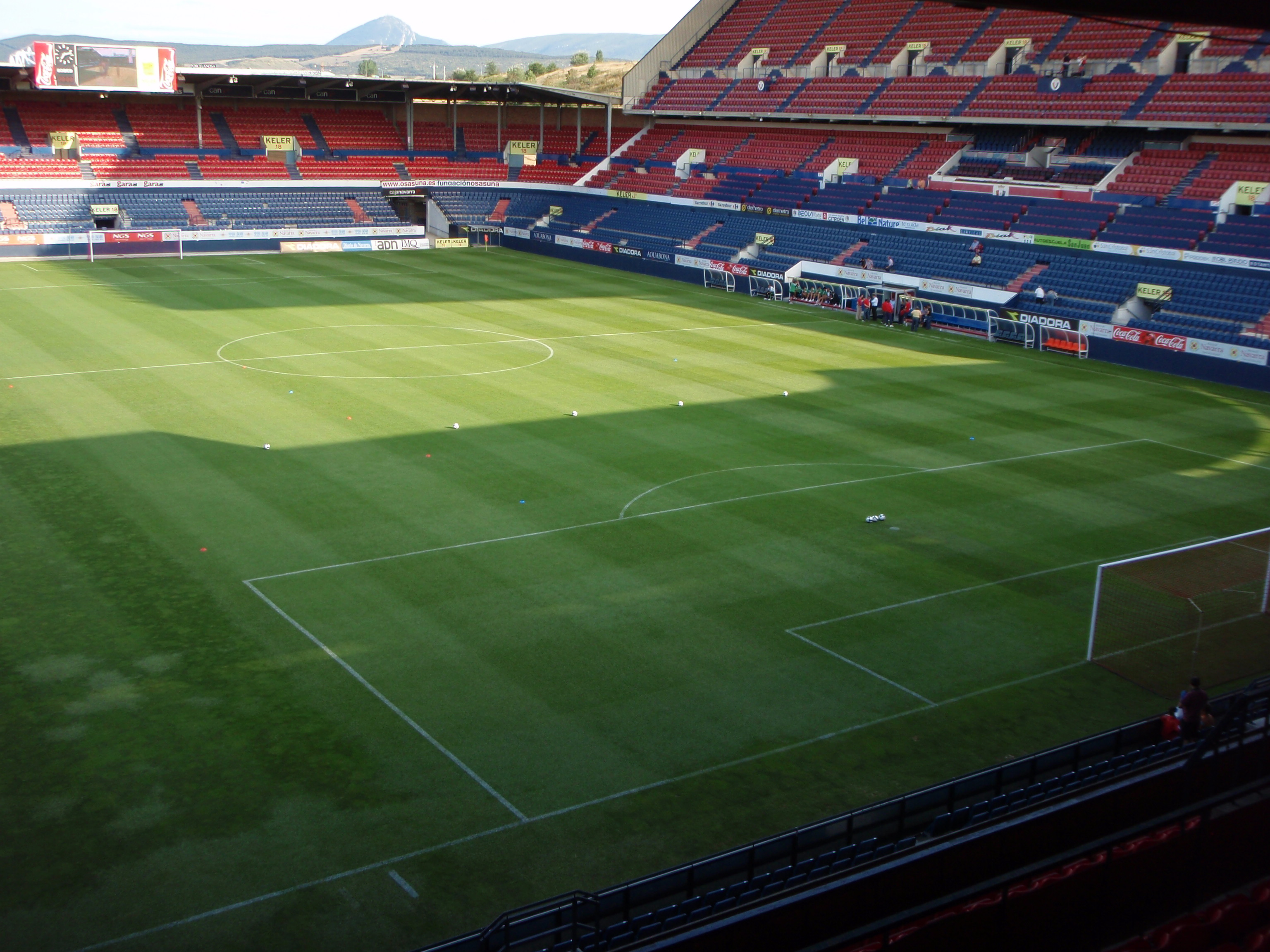
남쪽 골대측 스탠드에서 내려다 본 경기장 전경.

경기장 명칭인 엘 사다르는 인근의 강을 따서 명명되었다. 이 명칭은 1967년부터 현재까지 2005년부터 2011년까지를 제외하고 엘 사다르 경기장으로 불렸다. 2005년부터 2011년까지는 나바라 주정부의 후원을 받아 나바라 왕국 경기장으로 명칭되었는데, 특이하게도 스페인어로 왕국은 현대의 "reino"가 아닌 중세의 "reyno"로 철자를 써서 옛스런 느낌을 살렸다.("왕국"인 reino/reyno의 명칭은 "왕"인 rey에서 유래했다)

## 역사
엘 사다르 경기장의 개장식은 1967년 9월 2일에 열렸는데, 이날 사라고사와 포르투갈의 비토리아 세투발이 이 경기장에서 맞붙었다. 이 경기장은 이전까지 오사수나가 안방으로 쓰던 산 후안 경기장을 대체했다. 현재 25,000명 가량을 수용할 수 있는 이 경기장은 개장 당시 7,000명만을 입장시킬 수 있었다. 1967년 9월 2일에 열린 사라고사와 포르투갈의 비토리아 세투발 간 경기는 무승부로 끝났다. 이튿날 오사수나가 비토리아를 3-0으로 꺾으면서 새 구장에서 첫 승리를 신고했다. 이 경기 28분에 오사바가 엘 사다르에서 오사수나의 1호골을 넣었다.
본 조비가 1996년 6월 5일에 3일 순회공연을 이 경기장에서 열었다.
2014년 11월, 구단의 빚에 허덕이던 오사수나는 울며 겨자먹기로 경기장을 나바라 주정부에 매각해 명맥을 간신히 유지할 수 있었다. 구장의 매각은 시의회의 찬성 31표, 반대 18표 인용으로 성사되었다.
2015년 여름, 경기장의 수용 규모는 경기장 보안상에 따른 새단장을 이유로 19,800명에서 18,375명으로 줄어들었다.

### 확장 공사
2019년 초, 구단 회원은 24,000석 정도로 경기장 수용 규모를 늘리는 데 찬성했다.(수용 인원을 늘리는 안과 다른 안으로는 많은 경기장 수를 늘리기보다 리그 경기 개최조건을 만족시키는 안이 있었다) 이후 몇 차례 업체가 제시한 안들 중 가장 많은 표를 받은 안을 채택했다.
새단장을 통해, 경기장 관중석 중 작은 스탠드 세 곳과 귀퉁이 네 곳에 한 층씩 추가로 올라가 큰 스탠드와 비슷한 규모로 커졌고, 난간 입석이 1,300석이 남쪽에 추가로 설치되었으며, 새 지붕 구조가 스탠드를 고리처럼 돌아 덮어 구단의 색상을 맞추었다. 구단 박물관과 선수 시설, 기자회견실, 기능실, 그리고 기타 시설도 2019년 말에 착공해 2021년 초에 완공되었다. 오사수나는 확장 공사를 100주년을 맞이하는 해와 맞추려 했으나, 스페인의 코로나19 범유행으로 난관에 부딪쳤다. 모든 경기가 코로나 유행 시기에 무관중으로 진행됨에 따라 공사는 거침 없이 진행되었지만, 예상보다 느리게 진행되었다. 공사 비용 또한 예상보다 많이 들어 예산으로 잡은 €16M보다 많은 €21M이 소요되었다.